# Juan Fugl
Juan Fugl (né Hans Fugl le 24 octobre 1811 - 25 janvier 1900), est un homme politique, charpentier, agriculteur et professeur danois.
Il a été maire et juge de paix, en plus de détenir d'autres fonctions politiques à Tandil.
Lors d'un voyage pour visiter le Danemark, il a épousé une nièce. Il a eu huit enfants, un garçon et sept filles, dont six sont morts à un âge précoce. Son fils s'est installé à Copenhague pour recevoir son enseignement secondaire là-bas; cette ville a été choisie par Fugl de passer ses derniers jours de vie.